# José Antunes dos Santos Júnior
José Antunes dos Santos Júnior foi presidente do Sport Lisboa e Benfica de 1915 a 1916.

## Biografia
Ocupou a presidência durante cerca de 11 meses. Anteriormente, exerceu, em dois mandatos, a Vice-Presidência da Assembleia Geral.